# Nekrolog 1996
Nekrolog
◄◄
| ◄
| 1992
| 1993
| 1994
| 1995
| 1996 | 1997 | 1998 | 1999 | 2000 | ► | ►►
1. Quartal |
2. Quartal |
3. Quartal |
4. Quartal 
Weitere Ereignisse | Allgemeiner Nekrolog 1996
Die Beschreibung der verstorbenen Person sollte so kurz wie möglich gehalten sein und nur deren signifikante Tätigkeit(en) enthalten.
Neue Namen ggf. auch unter dem Geburts- und Sterbedatum, also etwa unter 1. Januar und im Geburts- und Sterbejahr (2024) eintragen (nur bei entsprechender großer Wichtigkeit). Für Beispiele siehe die schon vorhandenen Artikel.
Außerdem über die fünf zuletzt Verstorbenen, zu denen es einen ausreichend guten Artikel für eine Präsentation auf der Hauptseite gibt, nach der todesbedingten Überarbeitung der Artikel ggf. auch unter Wikipedia Diskussion:Hauptseite informieren und sie am besten auch in den anderen Wikipedia-Sprachversionen eintragen. Tipp: Regelmäßig bei news.google.de nach „ist tot“, „gestorben“ oder „verstorben“ suchen.
Wenn eine Person gestorben ist, gibt es viele Seiten zu dieser Person in der Wikipedia, die davon auch betroffen sind und entsprechend aktualisiert werden müssen. Beispiele: Namenübersichtsseite, Geburtsjahr, Geburtsort-Seiten und viele mehr.
Wie finde ich die betroffenen Seiten?
Im Suchfeld auf der linken Seite gibt man den Suchbegriff so ein: „Vorname Nachname“. Dann klickt man auf Volltext und alle Seiten mit entsprechendem Suchtext werden aufgerufen. Hier sieht man dann schnell, wo auch das Todesjahr Sinn macht oder sogar ein Teil des Artikels angepasst werden muss. Auch hilft das „Werkzeug“ auf der linken Seite sehr gut, um solche Seiten aufzufinden: „Links auf diese Seite“. Somit ist die Wikipedia wieder aktuell in allen Bereichen! Hinweis: bei Eintragung der Kategorie „Gestorben JAHR“ wird der Missbrauchsfilter 49 ausgelöst, was jedoch nicht schlimm ist. Siehe: Spezial:Missbrauchsfilter/49
Dies ist eine Liste von im Jahr 1996 verstorbenen bekannten Persönlichkeiten. Die Einträge erfolgen innerhalb der einzelnen Daten alphabetisch sortiert. Tiere sind im Nekrolog für Tiere zu finden.
Die Liste ist nach Quartalen aufgeteilt:
- Nekrolog 1. Quartal 1996: Januar, Februar und März
- Nekrolog 2. Quartal 1996: April, Mai und Juni
- Nekrolog 3. Quartal 1996: Juli, August und September
- Nekrolog 4. Quartal 1996: Oktober, November und Dezember

## Datum unbekannt
| Gerold Adam                               | deutscher Biophysiker                                                                              |  |
| Karl Andres                               | deutscher Ministerialbeamter                                                                       |  |
| Algirdas Jurgis Bajarkevičius             | litauischer Schachfunktionär                                                                       |  |
| Seydou Bamba                              | burkinischer Fußballspieler und -trainer                                                           |  |
| Gerhard Baumann                           | deutscher Publizist und Geheimdienstmitarbeiter                                                    |  |
| Erika Bergmann                            | deutsche Aufseherin im KZ Ravensbrück                                                              |  |
| Adolf Bibič                               | slowenischer Politologe                                                                            |  |
| Günter Blumhagen                          | deutscher Orchester- und Chorleiter, Musikwissenschaftler                                          |  |
| Richard Plant Bower                       | kanadischer Diplomat                                                                               |  |
| Dorothy Boyd                              | britische Filmschauspielerin                                                                       |  |
| Nipso Brantner                            | österreichischer Geiger                                                                            |  |
| Geraldino Brasil                          | brasilianischer Anwalt und Schriftsteller                                                          |  |
| Jewgeni Bulantschik                       | ukrainisch-sowjetischer Hürdenläufer                                                               |  |
| Gilberto Carrillo                         | kubanischer Boxer                                                                                  |  |
| Dsunduin Changal                          | mongolischer Komponist klassischer („europäischer“) Musik                                          |  |
| Annette Chappell                          | englische Tänzerin und Tanzpädagogin                                                               |  |
| Thomas L. Collins                         | kanadischer Physiker                                                                               |  |
| Adrian Cosma                              | rumänischer Handballspieler                                                                        |  |
| Alfredo Curti                             | italienischer Dokumentarfilmer                                                                     |  |
| Jewgenija Fjodorowna Dawidenkowa          | sowjetische bzw. russische Neurologin, Genetikerin und Hochschullehrerin                           |  |
| Josef Dultinger                           | österreichischer Eisenbahnhistoriker                                                               |  |
| Jakub Egit                                | polnisch jüdischer Politiker                                                                       |  |
| Jorge D’Escragnolle Taunay                | brasilianischer Diplomat                                                                           |  |
| Dimitrios Farmakopoulos                   | griechischer Maler                                                                                 |  |
| Rafael Mijares Ferreiro                   | mexikanischer Botschafter                                                                          |  |
| Hermann Frass                             | Südtiroler Redakteur, Fotograf und Buchautor                                                       |  |
| Helga Ginevra                             | deutsche Malerin                                                                                   |  |
| Roberto González de Mendoza y de la Torre | kubanischer Botschafter                                                                            |  |
| Woldemar Götz                             | deutscher Astronom                                                                                 |  |
| Anna-Maria Haas                           | österreichische Gerechte unter den Völkern                                                         |  |
| Edith Haberland-Wagner                    | deutsche Stifterin                                                                                 |  |
| Annemarie Häberlin                        | Schweizer Psychologin                                                                              |  |
| Heinrich Hahne                            | deutscher Lehrer, Kunstkritiker, Publizist und Schriftsteller                                      |  |
| Paul Hänni                                | Schweizer Leichtathlet                                                                             |  |
| Johanna Harre                             | deutsche Kunsthandwerkerin                                                                         |  |
| Henning-Leopold von Hassell               | deutscher Botschafter                                                                              |  |
| Cyril Haynes                              | US-amerikanischer Jazzmusiker und Komponist                                                        |  |
| Gerhard Hoffmann                          | deutscher Jurist und SS-Führer                                                                     |  |
| Jac Jacobsen                              | norwegischer Designer                                                                              |  |
| Wiltraud Jasper                           | deutsche Grafikerin                                                                                |  |
| Michel Jéquier                            | Schweizer Mediziner und Heraldiker                                                                 |  |
| Felix Jerusalem                           | deutscher Neurologe                                                                                |  |
| Hans Kampffmeyer der Jüngere              | deutscher Stadtplaner und Kommunalpolitiker                                                        |  |
| Joachim Kanitz                            | deutscher evangelisch-lutherischer Pfarrer                                                         |  |
| Werner Kanitz                             | deutscher Schauspieler                                                                             |  |
| Kisaki Tomoharu                           | japanischer Kampfsportler                                                                          |  |
| Boris Kleint                              | deutscher Künstler und Hochschullehrer                                                             |  |
| Veronika Kohlbach                         | österreichische Leichtathletin                                                                     |  |
| György Koller                             | ungarischer Galerist                                                                               |  |
| Günter Kolodziej                          | deutscher Bandleader, Chorleiter, Dirigent und Komponist                                           |  |
| Kool Rock Steady                          | US-amerikanischer Rapper                                                                           |  |
| Lilly Kröhnert                            | deutsche Malerin und Bildhauerin                                                                   |  |
| Michael Andreas Lang                      | österreichischer Heimatdichter und Komponist                                                       |  |
| Wolfgang Laue                             | deutscher Offizier, zuletzt Konteradmiral                                                          |  |
| Roy Lewis                                 | britischer Schriftsteller und Journalist                                                           |  |
| Klaus Liebig                              | deutscher Künstler                                                                                 |  |
| Adalberto López                           | mexikanischer Fußballspieler                                                                       |  |
| Johannes Ludwig                           | deutscher Architekt                                                                                |  |
| Almuth Lütkenhaus                         | bildende Künstlerin                                                                                |  |
| Ernesto Madero Vázquez                    | mexikanischer Journalist und Botschafter                                                           |  |
| Friedrich Mautner                         | US-amerikanischer Mathematiker                                                                     |  |
| Philip McCutchan                          | britischer Schriftsteller                                                                          |  |
| Karl-Heinz Meyer                          | deutscher Maler, Grafiker und Illustrator                                                          |  |
| Aldea Militaru                            | rumänischer Politiker (PCR), Staatssekretär und Botschafter                                        |  |
| Mischa Mleinek                            | deutscher Schriftsteller, Hörspiel- und Drehbuchautor, Schlagertexter und Übersetzer               |  |
| Luwsandschambyn Mördordsch                | mongolischer Komponist                                                                             |  |
| Herbert Morgen                            | deutscher Agrarsoziologe                                                                           |  |
| Elly Nannenga-Bremekamp                   | niederländische Mykologin                                                                          |  |
| Hans Neumeister                           | deutscher politischer KZ-Häftling                                                                  |  |
| Hermann Ostfeld                           | deutscher Rabbiner, Kriminologe, Psychotherapeut und Justizbeamter                                 |  |
| Gert Oswald                               | deutscher Heraldiker                                                                               |  |
| George Ovadiah                            | israelischer Filmregisseur                                                                         |  |
| Hans Piepho                               | deutscher Zoologe, Forscher und Hochschullehrer                                                    |  |
| Marie Lucie de Poucques                   | französische Botanikerin                                                                           |  |
| Hinrich Pundsack                          | deutscher Fotograf                                                                                 |  |
| Everistas Raišuotis                       | litauischer Choreograf und Politiker (Seimas)                                                      |  |
| Arndt von Rautenfeld                      | deutscher Kameramann                                                                               |  |
| Reinhard Riemerschmid                     | deutscher Architekt                                                                                |  |
| Alifa Rifaat                              | ägyptische Schriftstellerin                                                                        |  |
| Vinzenz Rose                              | deutscher Sinto, Porajmos-Überlebender und Bürgerrechtler                                          |  |
| Edmond Roudnitska                         | französischer Meisterparfumeur und Autor                                                           |  |
| Eberhard Ruhmer                           | deutscher Kunsthistoriker und Konservator                                                          |  |
| Maryam Şahinyan                           | professionelle Fotografin                                                                          |  |
| Ruth Schirmer                             | deutsche Schriftstellerin und Übersetzerin                                                         |  |
| Hans Schmitt                              | deutscher Bildhauer                                                                                |  |
| Rosa Schreiber-Freissmuth                 | österreichische Gerechte unter den Völkern                                                         |  |
| Josef Schuster                            | deutscher Gewichtheber                                                                             |  |
| Julian Lwowitsch Schwarzbreim             | russischer Architekt, Baubeamter                                                                   |  |
| Heinz Senftleben                          | deutscher Fußballspieler                                                                           |  |
| Warwick Shute                             | englischer Badmintonspieler                                                                        |  |
| Mino Delle Site                           | italienischer Maler und Bildhauer                                                                  |  |
| Hans Wolf Sommer                          | deutscher Autor von Science-Fiction und Horror, vornehmlich von Heftromanen                        |  |
| Petre Steinbach                           | rumänischer Fußballspieler                                                                         |  |
| Stefanie Stern                            | deutsche Fechterin                                                                                 |  |
| Rudi Stolle                               | deutscher Porzellankünstler und Maler                                                              |  |
| Fritz Trenkle                             | deutscher Funkingenieur                                                                            |  |
| Ernst Trommsdorff                         | deutscher Chemiker                                                                                 |  |
| Heinrich Trull                            | deutscher Marineoffizier und Pädagoge                                                              |  |
| Wladimir Tschernoussenko                  | ukrainischer Atomphysiker                                                                          |  |
| Paul Ullmann                              | deutscher Politiker (CDU), MdV, Pädagoge                                                           |  |
| Herbert Wächter                           | deutscher Maler und Grafiker                                                                       |  |
| Helmut Weglinski                          | deutscher Jazz- und Unterhaltungsmusiker                                                           |  |
| Adolf Wicht                               | deutscher Brigadegeneral der Bundeswehr und Pressereferent des Bundesnachrichtendiensts in Hamburg |  |
| Alda Wilson                               | kanadische Leichtathletin                                                                          |  |
| Georg Wolff                               | deutscher Journalist und SS-Hauptsturmführer                                                       |  |
| Jerzy Zgodziński                          | polnischer Perkussionist und Musikpädagoge                                                         |  |